# Lightning (szoftver)

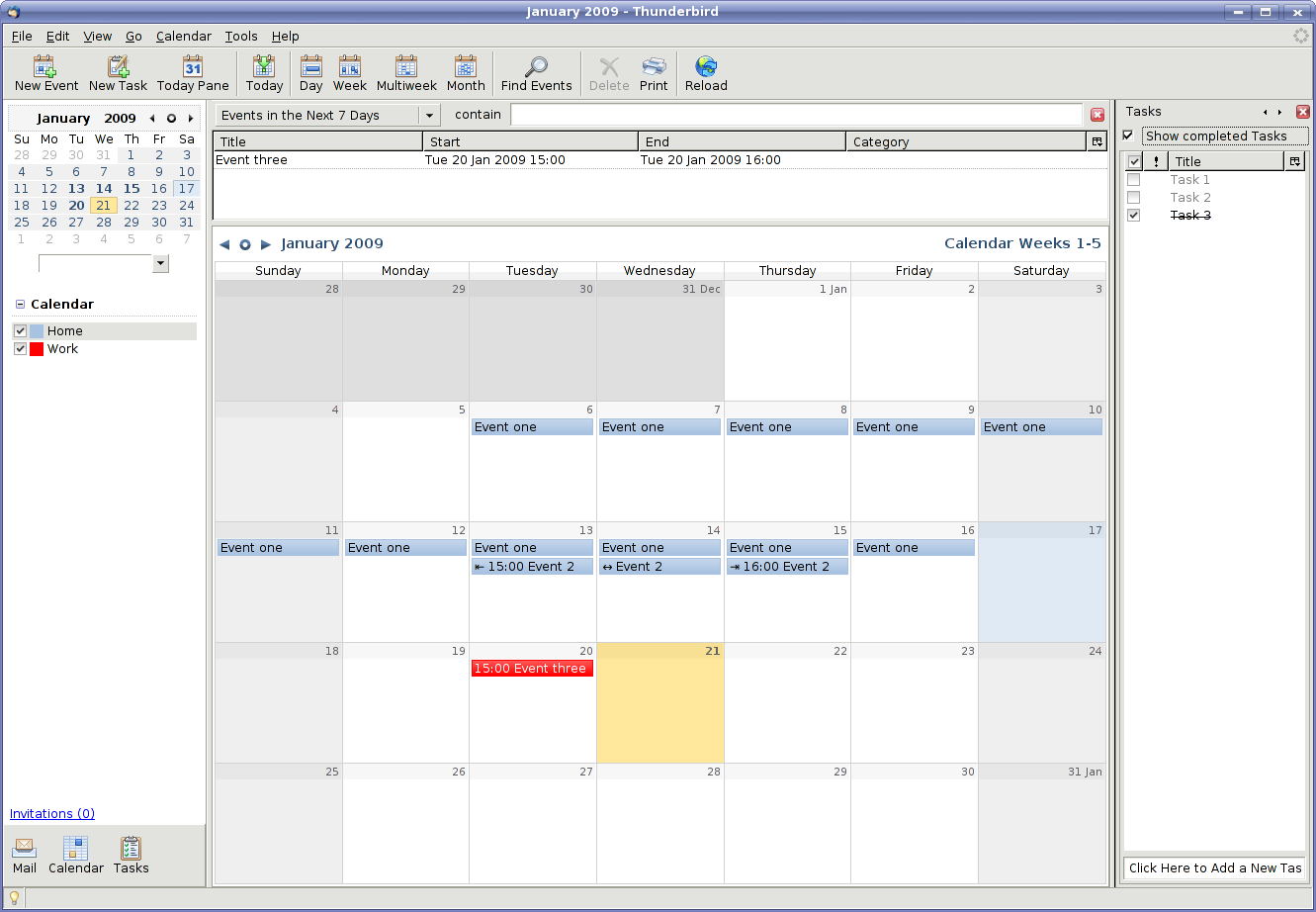
A Lightning felülete

A 2004. december 22-én bejelentett Lightning projekt, amit jelenleg a Mozilla Foundation fejleszt, a Mozilla Thunderbird levelező és hírcsoportokat kezelő programhoz kifejlesztett, az iCalendarral kompatibilis naptár és határidőnapló.
A Mozilla Sunbirddel – és a folytatás nélkül maradt Mozilla naptárkiterjesztéssel ellentéten – a Lightning könnyen integrálható a Thunderbirdbe. A Lightning projektet a Sunbirddel párhuzamosan fejlesztik, a két eszközhöz ugyanazt a kódot használják, csupán néhány eltérő fájljuk van.
A Lightning első, 0.1 verziószámú tesztverziója 2006. március 14-én jelent meg, amit október 10-én a 0.3, 2007. június 27-én a 0.5, október 25-én a 0.7, 2008. április 4-én a 0.8, szeptember 23-án a 0.9 követett. A 0.9 a Thunderbird 2-höz tervezett utolsó bővítmény. A Thunderbird 3-ba egy teljes naptárt integráltak.
A Sun Microsystems jelentős értékben hozzájárult a Lightning projekthez, mivel a Microsoft Office-szal versenyző OpenOffice.org ingyenes és nyílt forráskódú irodai programcsomagba integrálta a Thunderbirdöt és a Lightning bővítményt. A Sun legfontosabb szerepe abban állt, hogy néhány hibát kijavított a naptárnézetben, és támogatást elérést a Sun Java Calendar Serverhez.
A „Lightning” egy munkanév, s nem a termék neve, így helytelen „Mozilla Lightningnak” nevezni.

## Lásd még
- Mozilla Calendar Project
- Mozilla Sunbird

## Külső hivatkozások
- A Lightning hivatalos honlapja
- Lightning kiadási megjegyzések
- Mozilla Calendar rejtett jibák Archiválva 2008. április 16-i dátummal a Wayback Machine-ben
- The Rumbling Edge